# 효민양황후
효민양황후 마씨(孝愍讓皇后 馬氏, ? ~ 1402년?)는 명 건문제의 황후이다.

## 생애
홍무 28년(1395년) 건문제의 황태손비로 책봉되고, 건문 원년(1399년) 건문제 즉위 후 황후에 책봉되었다. 건문 4년 6월 13일(1402년 7월 13일) 정난의 변 때 발생한 화재로 인해 행방불명이 되었거나, 소사했을 것으로 추정된다.
이후 영락제가 즉위하면서 폐후로 남게 되었으나, 남명 홍광제에 의해 황후로 복위하여 효민온정철예숙렬양천필성양황후(孝愍溫貞哲睿肅烈襄天弼聖讓皇后)의 시호를 받았다.